# Prastio (Bezirk Paphos)
Prastio (griechisch Πραστειό, türkisch Yuvalı) ist eine Gemeinde im Bezirk Paphos in der Republik Zypern. Bei der Volkszählung im Jahr 2021 hatte sie 7 Einwohner.

## Name
Einige Zyprioten behaupten, dass der Name Prastio eine Verballhornung von „prastij“ ist, die auf Griechisch „Weiler“ bedeutet. Einige ältere Gelehrte argumentieren, dass der Name vom französischen mittelalterlichen Wort prati abstammt, was „Feld“ bedeutet. Mit anderen Worten handelte es sich um ein Toponym der Höfe, die zu einigen Herrenhäusern gehörten. Der Name scheint allerdings rein griechisch zu sein und aus byzantinische Zeit zu stammen, da er vom Wort proasteion/proastion (προάστειον/προαστιον) stammt, was eine Siedlung vor einer Stadt bedeutet. Im Mittelalter wurden viele kleine Siedlungen in verschiedenen Teilen Zyperns Prastio genannt, hauptsächlich im Sinne kleiner landwirtschaftlicher Siedlungen in der Nähe anderer großer Siedlungen (Herrenhäuser), wo immer sie hingehören.
Die Zyperntürken nahmen 1958 den alternativen türkischen Namen Yuvalı an. Yuva bedeutet auf Türkisch „Nest“ oder „Heim“ und Yuvalı bedeutet „Ort mit einem Nest“ oder „Ort mit einem Zuhause“.

## Lage und Umgebung

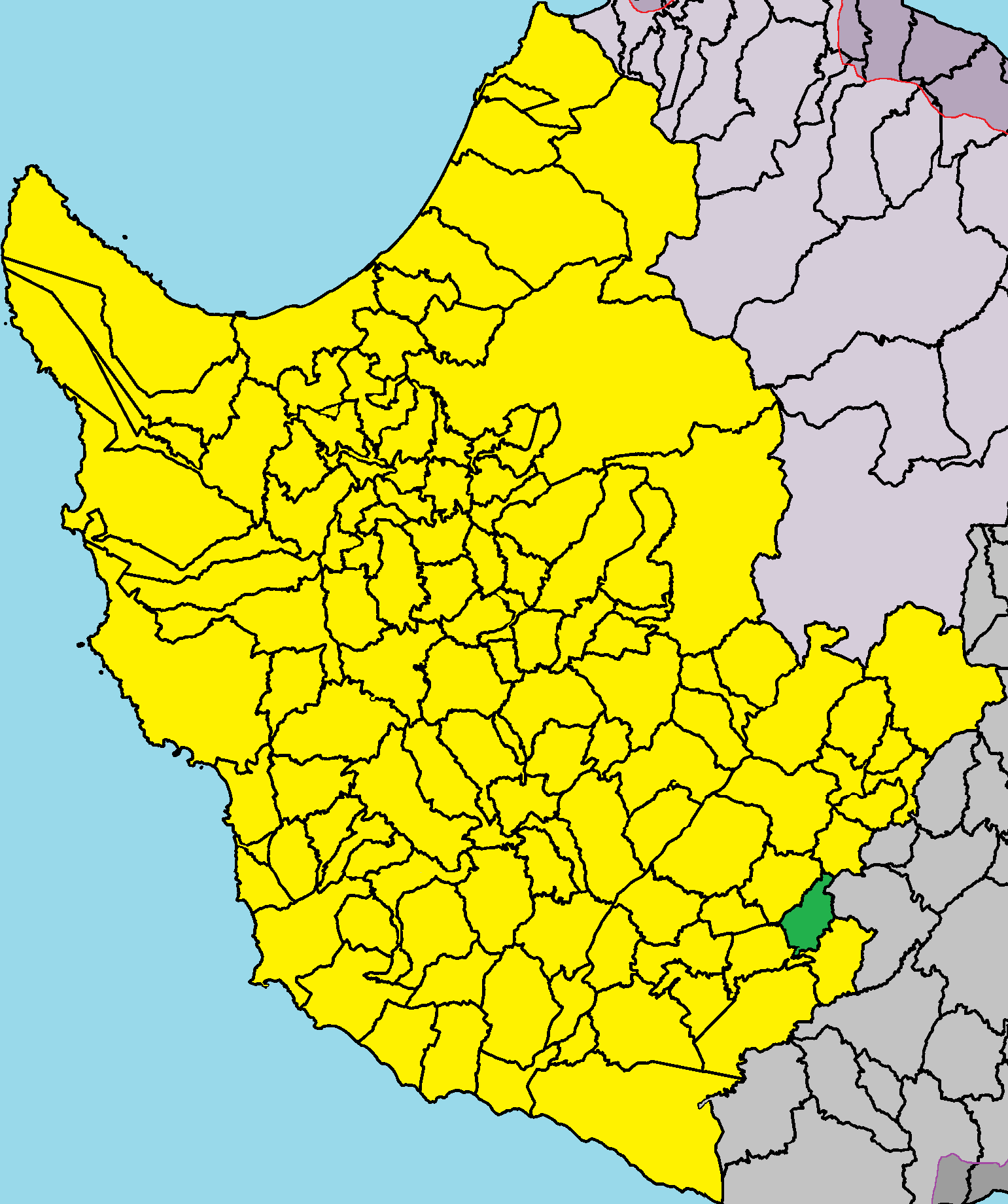
Lage im Bezirk Paphos

Prastio liegt im Nordwesten der Mittelmeerinsel Zypern in der Nähe des Ostufers des Flusses Diarizos auf einer Höhe von etwa 260 Metern, etwa 32 Kilometer östlich von Paphos, 60 Kilometer nordwestlich von Limassol und 108 Kilometer südwestlich von Nikosia. Das 5,65238 Quadratkilometer große Dorf grenzt im Norden an Kidasi, im Osten an Dora, im Südosten an Mousere, im Westen an Maronas und im Nordwesten an Trachypedoula. Das Dorf kann über die Straße F616 erreicht werden.
Die durchschnittliche jährliche Niederschlagsmenge beträgt rund 600 Millimeter. Geologisch betrachtet wird das Gemeindegebiet von den Ablagerungen der Lefkara-Formation (Kreiden, Mergel und Keratolithe), den Serpentiniten, den Tonen der Monis-Formation, den Ablagerungen der Mamonion-Formation und den jüngsten alluvialen Ablagerungen des Holozäns dominiert. Auf diesen Gesteinen entwickelten sich kalkhaltige Böden, Böden der Mamonia-Formation und Schwemmland.

## Geschichte
Prastio wird in mittelalterlichen Quellen nicht erwähnt und war damals wahrscheinlich nur ein Bauernhof, der zu einem großen Herrenhaus in der Gegend gehörte. Der Ortsname bezieht sich jedoch auf die byzantinische Zeit.
Ganz in der Nähe von Prastio steht die verlassene Kirche Archangelos Gabriel vom Ende des 15. Jahrhunderts. Es ist aus Flusssteinen gebaut. Im Inneren befinden sich Reste eines großen Freskos an der Nordwand. Die Kirche scheint seit dem Ende des 16. Jahrhunderts verlassen zu sein, als sich nach der türkischen Eroberung Zyperns 1570–1571 Türken in Prastio niederließen, die die Griechen verdrängten.

### Bevölkerungsentwicklung
Den britischen Volkszählungsberichten zufolge war Prastio bis 1946 ein gemischtes Dorf, obwohl Zyperntürken immer eine klare Mehrheit bildeten. Der Grund für die Abreise der Zyperngriechen aus dem Dorf im Jahr 1946 ist unklar.
Aufgrund des interkommunalen Konflikts wurde das Dorf am 16. Januar 1964 verlassen, nachdem ein zyperntürkischer Hirte aus dem Dorf getötet worden war. Sie alle flohen zunächst in das Dorf Kidasi und dann mit den Dorfbewohnern aus Kidasi nach Malia, wo sie bis zum 10. März 1964 blieben. Danach fanden sie Zuflucht in den Dörfern Avdimou und Episkopi in der Nähe des britischen Stützpunktgebiets Akrotiri. Zu Beginn der Türkischen Invasion Zyperns im Juli 1974, gleich zu Beginn der türkischen Militäroffensive, suchten sie Schutz im britischen Stützpunktgebiet und blieben dort bis Januar 1975, als sie über die Türkei in den Norden der Insel gebracht wurden.
Prastio wurde einigen vertriebenen Zyperngriechen aus dem Norden als vorübergehende Siedlung angeboten, aber nur wenige zeigten Interesse, dort zu bleiben. Die wenigen, die sich in Prastio niederließen, zogen nach 1978 aus dem Dorf weg.
Bei der Volkszählung im Jahr 1992 wurde ein Einwohner verzeichnet, bis bei der nächsten Volkszählung 2001 wieder 0 Einwohner gezählt wurden. Nach 2011 war das Gemeindegebiet wieder bewohnt.
Die folgende Tabelle zeigt die Bevölkerung des Dorfes, wie sie in den in Zypern durchgeführten Volkszählungen erfasst wurde.
| Jahr      | 1881 | 1891 | 1901 | 1911 | 1921 | 1931 | 1946 | 1960 | 1976 | 1982 | 1992 | 2001 | 2011 | 2021 |
| Einwohner | 65   | 76   | 54   | 63   | 88   | 68   | 71   | 83   | 0    | 0    | 1    | 0    | 8    | 7    |